# Diocesi di Mocoa-Sibundoy

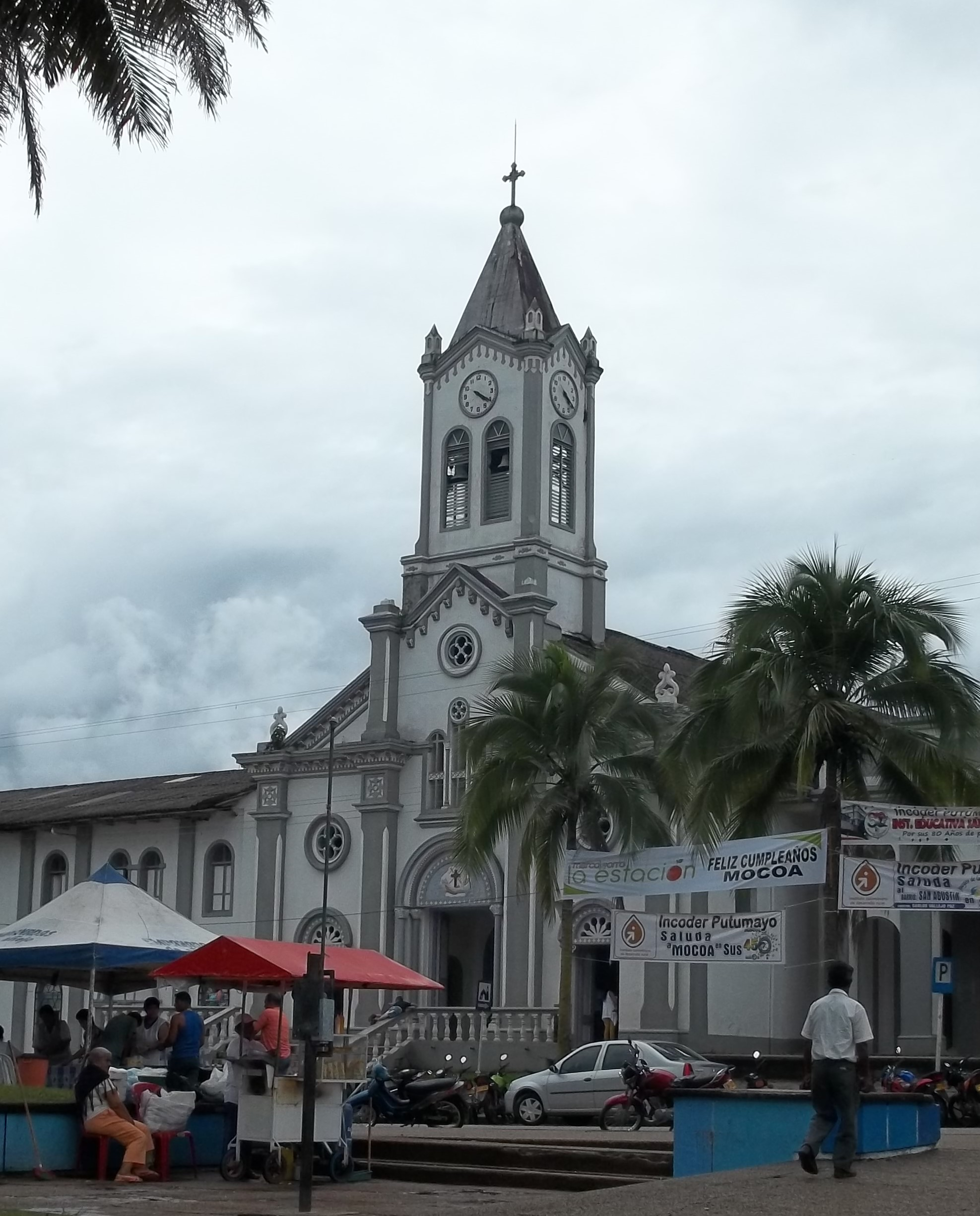
La concattedrale di San Michele Arcangelo a Mocoa.

La diocesi di Mocoa-Sibundoy (in latino Dioecesis Mocoënsis-Sibundoyensis) è una sede della Chiesa cattolica in Colombia suffraganea dell'arcidiocesi di Florencia. Nel 2023 contava 328.560 battezzati su 382.000 abitanti. La sede è vacante.

## Territorio
La diocesi copre 15 comuni di tre dipartimenti nel sud-ovest della Colombia:
- nel dipartimento di Putumayo i comuni di Colón, Mocoa, Orito, Puerto Asís, Puerto Caicedo, Puerto Guzmán, San Francisco, San Miguel, Santiago, Sibundoy, Valle del Guamuez e Villagarzón;
- nel dipartimento di Cauca il comune di Piamonte, e il distretto di San Juan de Villalobos nel comune di Santa Rosa;
- nel dipartimento di Nariño il distretto di El Empalme nel comune di Ipiales.[2]

Sede vescovile è la città di Sibundoy, dove si trova la cattedrale di Sant'Alfonso de' Liguori. A Mocoa sorge la concattedrale di San Michele Arcangelo.
Il territorio si estende su una superficie di 24.885 km² ed è suddiviso in 39 parrocchie, raggruppate in 5 vicariati: Guadalupe, Perpetuo Socorro, San Mateo, Doce Apósteles e Santísima Trinidad.

## Storia
La prefettura apostolica di Caquetá fu eretta il 20 dicembre 1904 con il decreto Cum perplures di Propaganda Fide, ricavandone il territorio dalla diocesi di Pasto. La nuova prefettura comprendeva un immenso territorio costituito dai territori degli odierni dipartimenti di Caquetá, Putumayo e Amazonas.
Il 16 aprile 1924 cedette al vicariato apostolico del Napo quella parte del suo territorio che si trovava in Ecuador.
Il 31 maggio 1930 la prefettura apostolica fu elevata al rango di vicariato apostolico con il breve Decessores Nostros di papa Pio XI. Il vicario apostolico non aveva sede fissa, dimorando non solo a Sibundoy, ma anche a Mocoa, a Florencia e a Leticia.
L'8 febbraio 1951 in forza della bolla Quo efficacius di papa Pio XII il vicariato apostolico di Caquetá cedette porzioni di territorio a vantaggio dell'erezione del vicariato apostolico di Florencia (oggi arcidiocesi) e della prefettura apostolica di Leticia (oggi vicariato apostolico) e contestualmente mutò il proprio nome in vicariato apostolico di Sibundoy.
Il 23 settembre 1964 ha ceduto una porzione di territorio a vantaggio dell'erezione della diocesi di Ipiales e una porzione minore a favore della diocesi di Pasto.
Nel 1968 i cappuccini, che avevano dato inizio alla missione di Caquetá, lasciarono il posto ai missionari redentoristi.
Il 29 ottobre 1999 per effetto della bolla Catholica fides di papa Giovanni Paolo II il vicariato apostolico è stato elevato a diocesi e ha assunto il nome attuale, con la contemporanea elevazione della chiesa di San Michele Arcangelo di Mocoa al rango di concattedrale della diocesi.
Il 13 luglio 2019 la diocesi, fino ad allora suffraganea dell'arcidiocesi di Popayán, è entrata a far parte della provincia ecclesiastica di Florencia.

## Cronotassi dei vescovi
Si omettono i periodi di sede vacante non superiori ai 2 anni o non storicamente accertati.
- Fedele da Montclar, O.F.M.Cap. † (1905 - 1930 deceduto)
- Miguel Monconill y Viladot, O.F.M.Cap. † (30 giugno 1930 - 26 febbraio 1946 deceduto)
- Camilo Plácido Crous y Salichs, O.F.M.Cap. † (10 aprile 1947 - 16 gennaio 1971 ritirato)
- Ramón Mantilla Duarte, C.SS.R. † (16 gennaio 1971 - 26 aprile 1977 nominato vescovo di Garzón)
- Rafael Arcadio Bernal Supelano, C.SS.R. † (27 febbraio 1978 - 29 marzo 1990 nominato vescovo di Arauca)
- Fabio de Jesús Morales Grisales, C.SS.R. † (15 aprile 1991 - 18 ottobre 2003 dimesso)
- Luis Alberto Parra Mora † (18 ottobre 2003 - 1º dicembre 2014 dimesso)[4]
- Luis Albeiro Maldonado Monsalve (15 ottobre 2015 - 10 aprile 2025 nominato vescovo di Santa Rosa de Osos)
  - Juan Carlos Cárdenas Toro,[1] dal 29 maggio 2025 (amministratore apostolico)

## Statistiche
La diocesi nel 2023 su una popolazione di 382.000 persone contava 328.560 battezzati, corrispondenti all'86,0% del totale.
| anno | popolazione | popolazione | popolazione | presbiteri | presbiteri | presbiteri | presbiteri                | diaconi | religiosi | religiosi | parrocchie |
| anno | battezzati  | totale      | %           | numero     | secolari   | regolari   | battezzati per presbitero | diaconi | uomini    | donne     | parrocchie |
| ---- | ----------- | ----------- | ----------- | ---------- | ---------- | ---------- | ------------------------- | ------- | --------- | --------- | ---------- |
| 1966 | 54.700      | 55.000      | 99,5        | 16         | 2          | 14         | 3.418                     |         | 7         | 60        | 10         |
| 1970 | 72.015      | 72.015      | 100,0       | 20         | 2          | 18         | 3.600                     |         | 18        | 47        |            |
| 1976 | 84.005      | 87.355      | 96,2        | 19         |            | 19         | 4.421                     |         | 32        | 69        | 11         |
| 1980 | 121.000     | 124.000     | 97,6        | 20         | 4          | 16         | 6.050                     |         | 27        | 77        | 11         |
| 1990 | 124.000     | 127.000     | 97,6        | 19         | 4          | 15         | 6.526                     | 1       | 24        | 92        | 14         |
| 1999 | 171.500     | 182.500     | 94,0        | 33         | 24         | 9          | 5.196                     | 1       | 19        | 82        | 19         |
| 2000 | 175.000     | 185.800     | 94,2        | 30         | 21         | 9          | 5.833                     | 1       | 18        | 86        | 22         |
| 2001 | 175.000     | 185.800     | 94,2        | 38         | 29         | 9          | 4.605                     |         | 17        | 86        | 22         |
| 2002 | 172.000     | 180.000     | 95,6        | 37         | 31         | 6          | 4.648                     |         | 17        | 89        | 22         |
| 2003 | 234.000     | 264.359     | 88,5        | 37         | 34         | 3          | 6.324                     |         | 12        | 87        | 23         |
| 2004 | 255.000     | 290.200     | 87,9        | 29         | 25         | 4          | 8.793                     |         | 13        | 87        | 23         |
| 2013 | 295.600     | 335.000     | 88,2        | 71         | 67         | 4          | 4.163                     | 4       | 21        | 77        | 37         |
| 2016 | 357.000     | 397.000     | 89,9        | 74         | 70         | 4          | 4.824                     | 6       | 10        | 44        | 40         |
| 2019 | 287.000     | 369.332     | 77,7        | 67         | 62         | 5          | 4.283                     | 6       | 6         | 40        | 40         |
| 2020 | 283.835     | 373.300     | 76,0        | 67         | 62         | 5          | 4.236                     | 6       | 7         | 40        | 39         |
| 2021 | 291.123     | 371.327     | 78,4        | 68         | 63         | 5          | 4.281                     | 6       | 7         | 40        | 39         |
| 2023 | 328.560     | 382.000     | 86,0        | 67         | 63         | 4          | 4.903                     | 6       | 5         | 36        | 39         |